# Harpactira guttata
Harpactira guttata är en spindelart som beskrevs av Embrik Strand 1907. Harpactira guttata ingår i släktet Harpactira och familjen fågelspindlar. Inga underarter finns listade i Catalogue of Life.